# Ogloblinisca
Ogloblinisca is een geslacht van vliesvleugeligen uit de familie Pteromalidae. De wetenschappelijke naam van dit geslacht is voor het eerst geldig gepubliceerd in 1968 door Hedqvist.

## Soorten
Het geslacht Ogloblinisca omvat de volgende soorten:
- Ogloblinisca americana Hedqvist, 1968
- Ogloblinisca flavipes Hedqvist, 1968
- Ogloblinisca maculata Hedqvist, 1968